# Розподіл Бернуллі
Помилка Lua у Модуль:Navbar у рядку 61: Неприпустима назва {{subst:PAGENAME}}.
Розподіл Бернуллі — розподіл ймовірностей дискретної випадкової величини названий на честь швейцарського математика Якоба Бернуллі, яка набуває значення {\displaystyle 1} з імовірністю {\displaystyle p} та значення {\displaystyle 0} з імовірністю {\displaystyle q=1-p,} тобто, вона є ймовірнісним розподілом будь-якого одиничного експерименту, який ставить так-ні питання.

## Визначення
Дискретна випадкова величина {\displaystyle \xi } називається такою, що має розподіл Бернуллі, якщо її закон розподілу має вигляд: {\displaystyle \xi ={\begin{pmatrix}0&1\\q&p\end{pmatrix}}}, де {\displaystyle p} — параметр, що визначає розподіл, {\displaystyle p\in [0,1],q=1-p}.
Позначається {\displaystyle {\mathcal {L}}(\xi )=B(p)}.
Функція розподілу має вигляд:
{\displaystyle F_{\xi }(x)={\begin{cases}0,&x<0\\q,&x\in [0,1)\\1,&x\geq 1\end{cases}}}.

## Числові характеристики
Математичне сподівання:
{\displaystyle M\xi =P(X=1)\cdot 1+P(X=0)\cdot 0=p\cdot 1+q\cdot 0=p}.
Дисперсія:
{\displaystyle D\xi =M\xi ^{2}-(M\xi )^{2}=p-p^{2}=pq\,}.

## Зв'язок з іншими розподілами
Нехай незалежні випадкові величини {\displaystyle \xi _{1},\xi _{2},...,\xi _{n}} мають розподіл Бернуллі з параметром p, тобто {\displaystyle {\mathcal {L}}(\xi _{i})=B(p),i={\overline {1,n}}}, тоді випадкова величина {\displaystyle \xi =\sum _{i=1}^{n}\xi _{i}} має біноміальний розподіл з параметрами p, n, тобто {\displaystyle {\mathcal {L}}(\xi )=Bi(n,p)}.